# CD79b
CD79b (synonym B-Zell-Antigenrezeptorkomplex-assoziiertes Protein β-Kette) ist ein Oberflächenprotein  und beteiligt an der humoralen Immunantwort.

## Eigenschaften
CD79b wird von B-Zellen gebildet. Es bindet an CD79a und wird mit diesem durch Disulfidbrücken verbunden. Zwei dieser Heterodimere binden an membrangebundene Antikörper der Subtypen mIgM oder mIgD und bilden somit den B-Zell-Rezeptor (BCR), an den Antigene binden. CD79b verstärkt die Phosphorylierung von CD79a. Im Anschluss an eine Antigenbindung wird der Antigen-Antikörper-BCR endozytiert. CD79b ist glykosyliert. Es besitzt intrazellulär ein ITAM-Motiv, das nach Aktivierung des BCR die Proteinkinasen Syk oder Lyn bindet und durch sie phosphoryliert wird.
Bestimmte Gendefekte von CD79b sind mit einer Form der Agammaglobulinämie assoziiert.